# 武康莫西亞足球會
武康莫西亞足球會（UCAM Murcia CF）是 西班牙穆尔西亚市的一個足球會，於1999年成立，球隊目前於西班牙皇家足協乙組聯賽参賽。其拥有者是西班牙穆尔西亚自治区的武康大学。

## 名稱更改
- Club de Fútbol Los Garres（2004–06）
- Murcia Deportivo Club de Fútbol（2006–09）
- Costa Cálida Club de Fútbol Beniaján（2009–10）
- Costa Cálida Club de Futbol Sangonera（2010–11）
- UCAM Murcia Club de Fútbol（2011–）

## 榮譽
- Tercera División: 2010–11, 2013–14
- 西班牙足球乙二級聯賽：2015–16

## 外部連結
- 官方網站 （页面存档备份，存于） （西班牙文）
- Futbolme team profile （西班牙文）
- Trecera profile （西班牙文）